# Гіперіон (міфологія)
Гіперіо́н (грец. Ὑπερίων) — титан, чоловік Тейї. Ім'я означає «сяючий» або «той, хто ходить зверху».

## Титан
Гіперіон був одним із титанів, сином Урана і Геї. Від Тейї мав сина Геліоса та дочок Селену й Еос. Діти Гіперіона загалом називалися гіперіонідами. Титан Гіперіон в основному згадується в переліках разом з іншими титанами і його роль у титаномахії достеменно невідома.
Згідно з евгемеризмом, в образі Гіперіона відбито спогади про царя Гіперіона. Його молодші брати, аби відібрати владу, закололи Гіперіона і втопили його сина Геліоса в річці Ерідан. Після смерті свого батька, царя Урана, брати Атлант і Кронос розділили державу між собою. Оскільки Гіперіон за життя першим відкрив астрономію, вважалося, що він керує рухом небесних світил.